# 33499 Stanton
33499 Stanton è un asteroide della fascia principale. Scoperto nel 1999, presenta un'orbita caratterizzata da un semiasse maggiore pari a 2,2426969 UA e da un'eccentricità di 0,1047615, inclinata di 3,56569° rispetto all'eclittica.